# Chalarodora
Chalarodora, monotipski biljni rod iz divizije glaukofita, dio porodice Glaucocystaceae. Jedina vrsta je slatkovodna alga C. azurea.
Pascher je opisuje kao epifit na listovima Potamogetona.